# Daniel Warnotte
Daniel Warnotte (* 1871; † 1949) war ein belgischer Soziologe. 

## Leben
Warnotte war Generaldirektor im Ministerium für Industrie, Arbeit und Sozialer Vorsorge. Er war Ehrensekretär des von Ernest Solvay gestifteten Instituts Solvay für Soziologie in Brüssel. Von 1930 bis 1936 war er der erste Generalsekretär des Institut international des Sciences administratif (IIAS/IISA).

## Schriften
- 1904: Le Procès du libre-échange en Angleterre
- 1909: Das Institut Solvay für Soziologie in Brüssel, in: Monatsschrift für Soziologie I (1909), S. 181 ff.
- 1912: Chronique du mouvement scientifique
- 1922: Le Tribunal industriel du Kansas, un essai de règlement des conflits industriels dans les entreprises d'utilité publique, Bruxelles: Imprimerie scientifique et litteraire
- 1932: Examen sociologique de la constitution sovietique, Bruxelles: Imprimerie scientifique et litteraire
- 1937: Bureaucratie et fonctionnarisme. Revue de l’Institut de Sociologie 17, S. 245–260
- 1946: Ernest Solvay et l'Institut de sociologie, contribution à l'histoire de l'énergétique sociale, Bruylant